# Palazzo Venezia
Palazzo Venezia o Palazzo Barbo è un edificio storico di Roma compreso tra piazza Venezia e via del Plebiscito. Ospita il Museo nazionale di Palazzo Venezia e l'Istituto nazionale di archeologia e storia dell'arte, con un'importante biblioteca specializzata.
Fa parte, insieme al Vittoriano dell'Istituto VIVE, uno degli undici istituti di rilevante interesse di livello generale del Ministero della Cultura dotati di autonomia speciale, istituito nel 2019 e divenuto operativo dal 2 novembre 2020, sotto la direzione di Edith Gabrielli.

## Storia

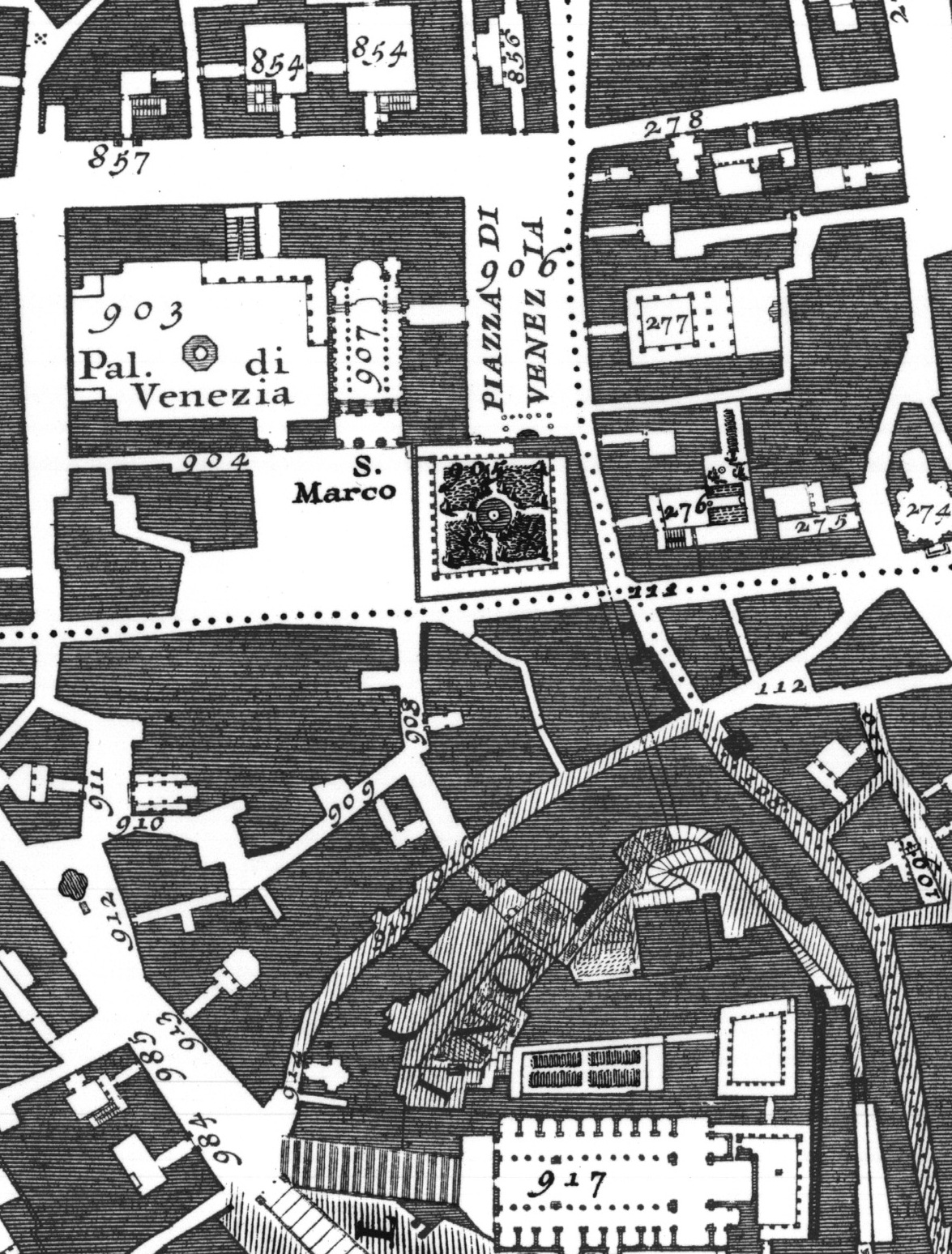
L'area dei palazzi di Piazza Venezia nella pianta di Giovanni Battista Nolli

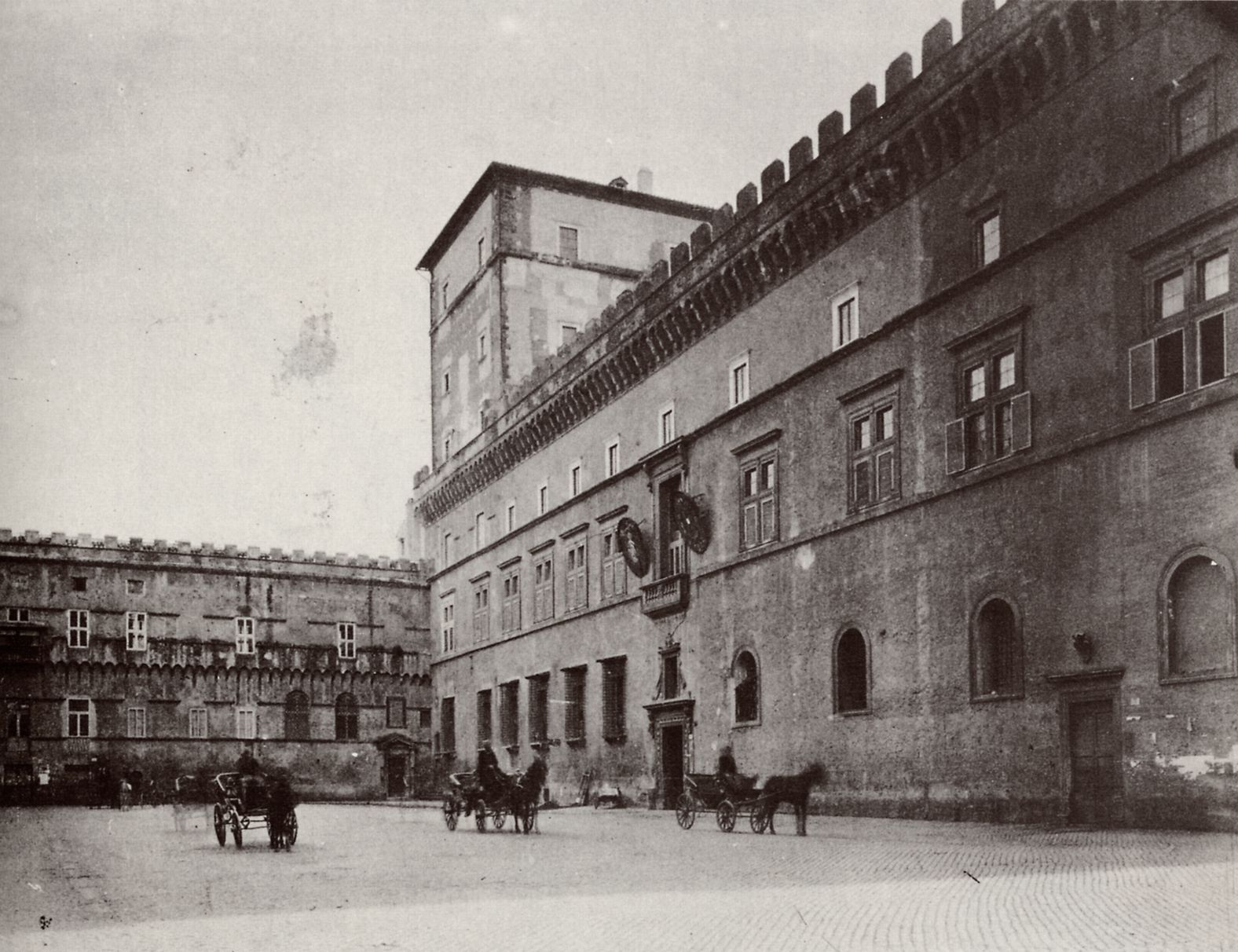
Piazza e palazzo Venezia prima dello spostamento del palazzetto

Fu costruito tra il 1455 e il 1467 su commissione del cardinale veneziano Pietro Barbo, che in seguito divenne papa con il nome di Paolo II. Venne utilizzato travertino proveniente dal Colosseo e dal Teatro di Marcello.
La paternità del progetto del palazzo, che rappresenta uno dei primi e più importanti edifici civili della Roma rinascimentale, è incerta; per alcuni è da riferire a Leon Battista Alberti (che però fu molto critico sui cantieri romani dell'epoca), per altri a Giuliano da Maiano, che sicuramente scolpì il portone principale del palazzo, per altri a Bernardo Rossellino che però era già morto nel 1464.
È tuttavia più accreditata dalla critica più recente l'attribuzione a Francesco del Borgo, già attivo a Roma come architetto della corte papale presso Niccolò V.
Quello che è certo è che il Barbo, divenuto papa, dispose l’ampliamento del palazzo nel 1466, affidandone la costruzione all'architetto Bernardo di Lorenzo di Firenze, sotto la conduzione dello scrittore apostolico Francesco del Borgo S. Sepolcro; tali lavori includevano la realizzazione del portico innanzi alla basilica di San Marco ed il collegamento tra il nuovo edificio e l'esistente palazzo cardinalizio. Insieme con questi, il contratto veniva sottoscritto anche dal marmorario e scultore Jacopo da Pietrasanta.
Secondo Giuseppe Merzario - che conferma il ruolo di Giacomo da Pietrasanta, il quale dal 1468 era definito "presidens" della fabbrica del palazzo apostolico - larga parte vi ebbero nella realizzazione dell'edificio i Maestri comacini, capeggiati da Manfredo di Antonio di Como. A questi si aggiungevano gli architetti e scalpellini, Meo del Caprino di Firenze e Nuccio de Risis di Narni.
Durante il pontificato di Paolo II, che vi abitò per gran parte del suo pontificato, adibendolo a palazzo apostolico, la costruzione dell'edificio venne realizzata fino al portale sull'attuale via del Plebiscito (1468-1471), come testimoniano le finestre crociate recanti lo stemma dei Barbo, essendo costruito il restante tratto in epoca successiva ad opera del cardinale Marco Barbo.
Nel 1564, apprezzando la pronta accettazione degli esiti del Concilio di Trento da parte della Repubblica di Venezia, in segno di riconoscenza papa Pio IV le dona il palazzo perché lo utilizzasse come sede dei suoi ambasciatori ed oratori presso la Santa Sede: da ciò ne derivò il nome, divenendo la prima sede stabile di ambasciata a Roma.
Dal 1797 passò con Venezia agli austriaci, divenendo sede dell'Ambasciata dell'Impero d'Austria (dal 1867 ambasciata dell'Impero austro-ungarico) presso la Santa Sede; e dal 1916 passò allo Stato italiano, in seguito ad espropriazione come rappresaglia per il bombardamento di Venezia da parte dell'esercito asburgico.
Il 16 settembre 1929 il dittatore fascista Benito Mussolini stabilì a Palazzo Venezia la sede del proprio quartier generale, nella sala del mappamondo; per tutti i successivi anni in cui il fascismo restò al potere, la luce di questa stanza non venne mai spenta, a significare che il Governo non riposava mai. Dal 1923 al 1943 fu sede delle riunioni del Gran consiglio del fascismo.

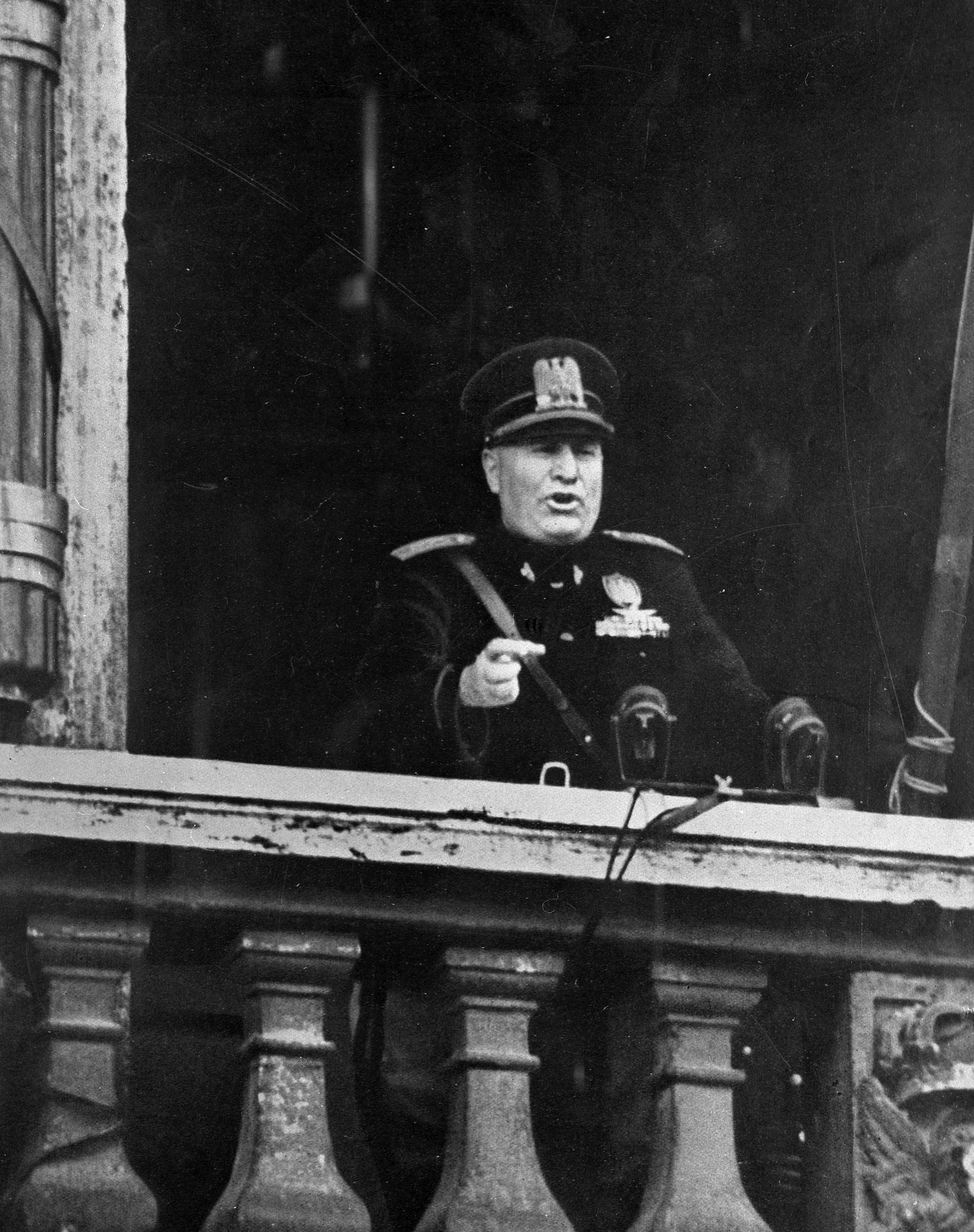
10 giugno 1940: Benito Mussolini annuncia l'entrata in guerra dell'Italia nella seconda guerra mondiale dal balcone di Palazzo Venezia

Fu dal balcone di questo palazzo che Mussolini arringò la folla in alcune delle occasioni più importanti del regime fascista: ad esempio il 5 maggio 1936 proclamò la nascita dell'Impero, l'8 dicembre 1937 annunciò l'uscita dell'Italia dalla Società delle Nazioni ed il 10 giugno 1940 annunciò che l'Italia aveva dichiarato guerra alla Francia ed al Regno Unito.

### Utilizzo attuale
Palazzo Venezia ospita ora il Museo nazionale di Palazzo Venezia, dove tra le altre opere si possono osservare sculture in terracotta di Gianlorenzo Bernini, e la biblioteca di archeologia e storia dell'arte, punto di riferimento a livello mondiale per gli studi di archeologia e storia dell'arte. La biblioteca comprende buona parte del piano terra, i piani dal primo al quarto e tutta la cosiddetta "Torre della Biscia".
Dal dicembre 2014 vi ha avuto sede il Polo museale del Lazio, organo periferico del Ministero per i beni e le attività culturali incaricato di gestire i musei statali nel territorio della regione del Lazio. In una ulteriore riforma del dicembre 2019, il Polo museale ha cambiato nome in Direzione regionale Musei: sempre per la medesima riorganizzazione, il Museo nazionale di Palazzo Venezia è stato unito al Vittoriano entro un'unica amministrazione, creando un nuovo ente dotato di autonomia speciale.

## Architettura

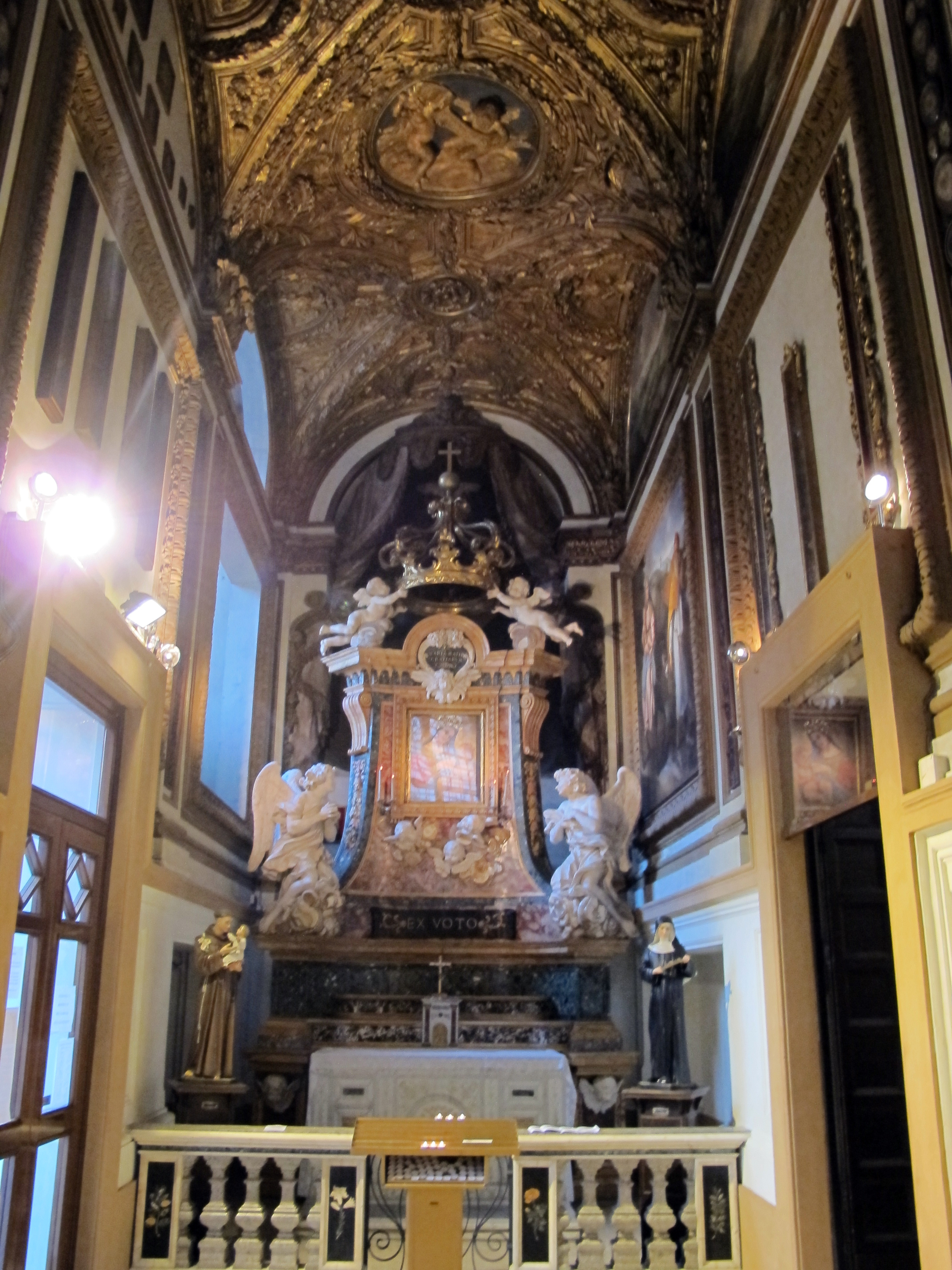
La Madonnella di san Marco

Il palazzo, che venne costruito inglobando edifici precedenti, era essenzialmente articolato su due corpi di fabbrica: il Palazzetto, affacciato tra piazza Venezia e via San Venanzio, costruito dal 1455, e il corpo principale di ampiezza pressoché doppia e racchiuso tra la piazza, via del Plebiscito e via degli Astalli. All'angolo sulla piazza faceva da cerniera tra le due facciate l'alta "Torre della Biscia". Nel 1909, nell'ambito del piano di sistemazione di Piazza Venezia, fu decisa la demolizione del Palazzetto, che, smontato dalla sua posizione all'angolo sudorientale del Palazzo, venne ricostruito addossandolo alla sua facciata meridionale, fra piazza San Marco e via degli Astalli. La ricostruzione del Palazzetto non fu fedele, poiché ne fu regolarizzata la pianta trapezoidale e venne ridotto il numero delle arcate prospicienti il cortile interno.
Il palazzo è l'esempio paradigmatico del gusto sviluppatosi in architettura agli inizi del rinascimento romano. Il portale su piazza Venezia è attribuito a Giovanni Dalmata. Nel cortile del Palazzetto si trovano elementi ripresi dall'architettura romana, combinati però senza rigore filologico, privilegiando la funzionalità all'aderenza rigida al modello. Esso riprende il modello del viridarium e si ispira al Colosseo negli ordini architettonici sovrapposti e nel cornicione con fregio a mensole. L'ampiezza degli archi però è diminuita e semplificata, per non farli sembrare troppo imponenti rispetto agli spazi che racchiudono. Nel cortile si ebbe inoltre un tentativo di soluzione al problema della conformazione dell'angolo, dove alle esili colonne si sostituiscono robusti pilastri; l'elemento angolare è così formato da un pilastro ad "L". La facciata esterna invece è caratterizzata dall'uso di finestre a tutto sesto al piano terra, mentre al primo piano, quello nobile vennero predilette eleganti finestre a croce guelfa, tipiche del rinascimento quattrocentesco, realizzate in marmo, alcune delle quali murate ed alterate nel corso del XVII e XIX secolo, riemersero dopo l'imponente restauro iniziato a metà ottocento. Il terzo e ultimo piano è caratterizzato dall'uso di semplici quadrotte, il tutto è coronato da una merlatura.
Nel palazzo vero e proprio (costruito dal 1466) si ebbe una ripresa più fedele dei modelli antichi, che testimonia una graduale comprensione più in profondità. Il vestibolo con volta a lacunari registra il primo esempio di utilizzo nell'architettura moderna del getto di calcestruzzo all'antica, su centine e casseforme, ripreso dal Pantheon o dalla basilica di Massenzio.
La loggetta nel cortile principale riprende in maniera fedele lo schema del paramento esterno del Colosseo o del Teatro di Marcello, con ordini sovrapposti e semicolonne addossate sui pilastri tra gli archi.
Nell'angolo destro della facciata venne sistemata, nel 1911, una cappella contenente l'immagine di una Madonna considerata miracolosa e molto cara al popolo, detta la Madonnella di San Marco o delle Grazie, proveniente dal Palazzetto smontato e ricostruito verso via degli Astalli.

## Galleria d'immagini

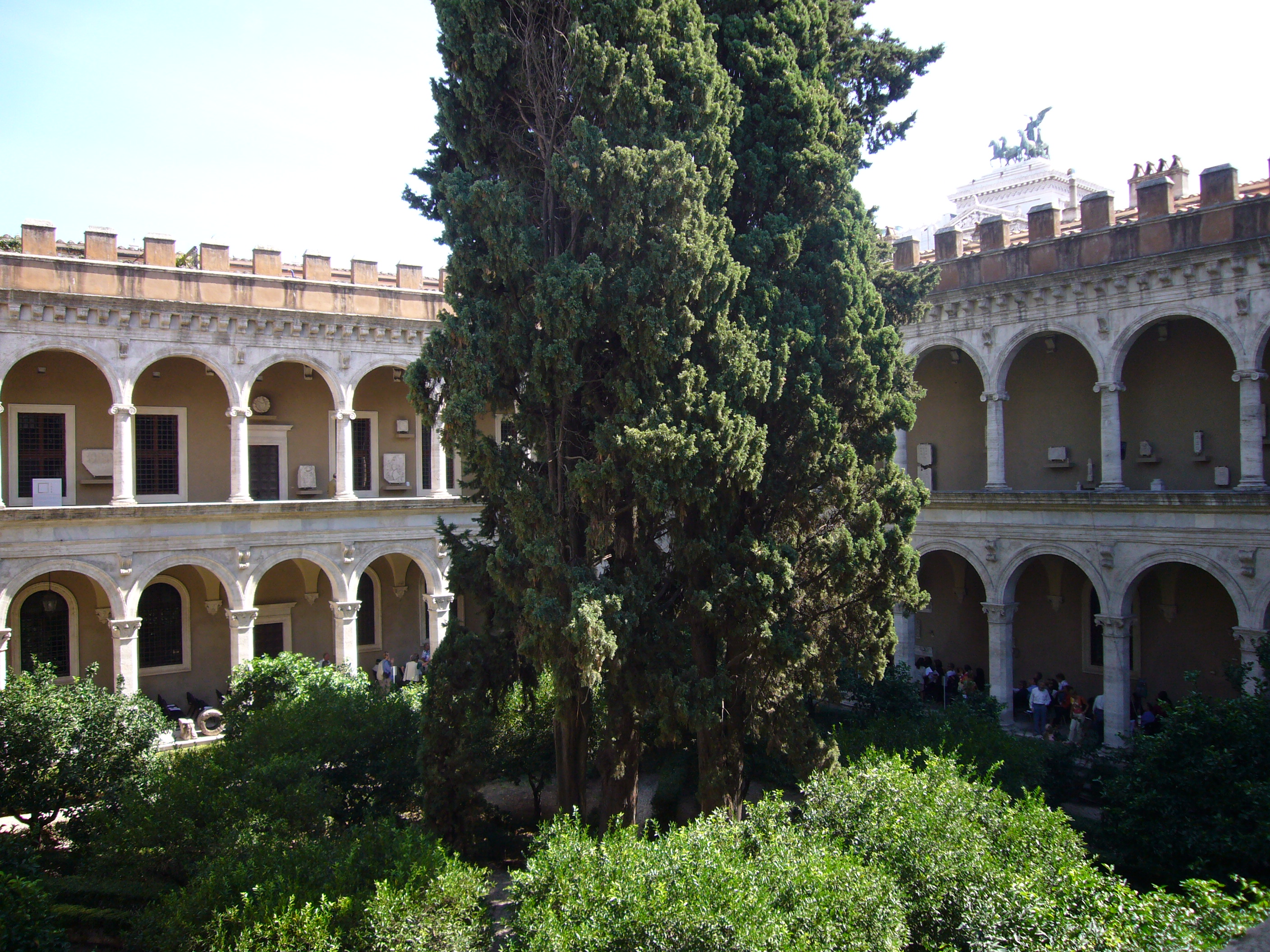
Il cortile del Palazzetto
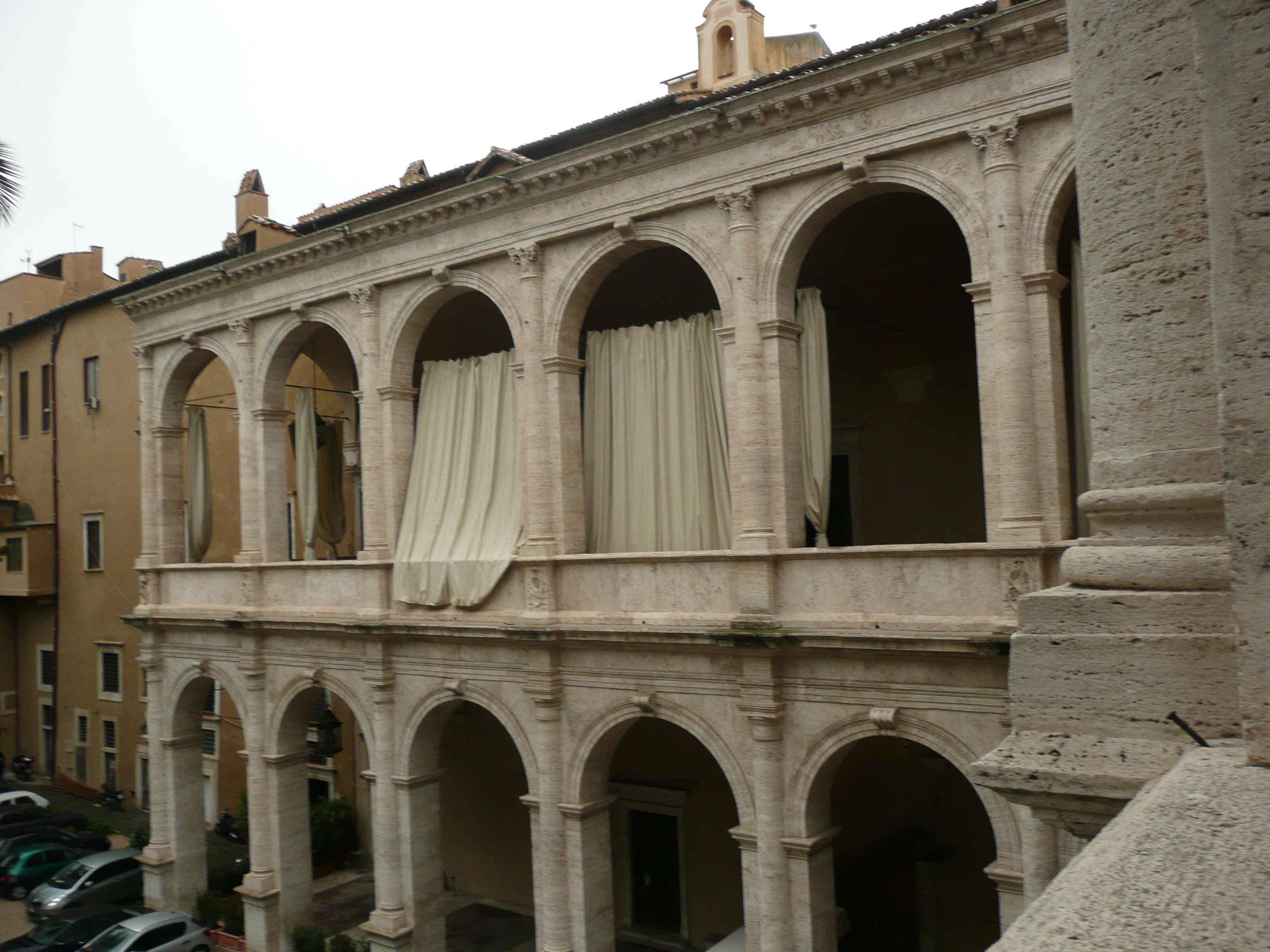
La loggia del cortile principale
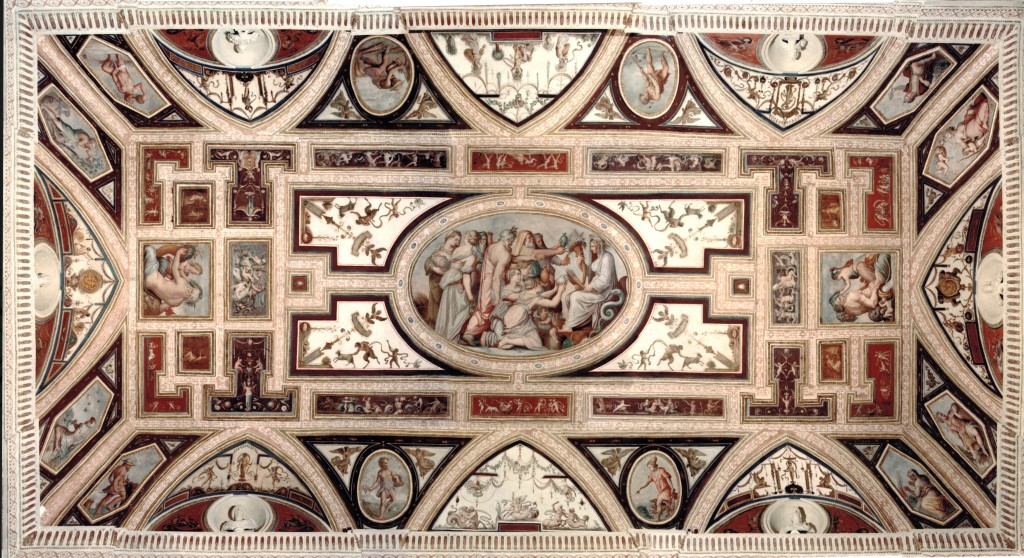
Volta di Giorgio Vasari proveniente dal demolito Palazzo Altoviti
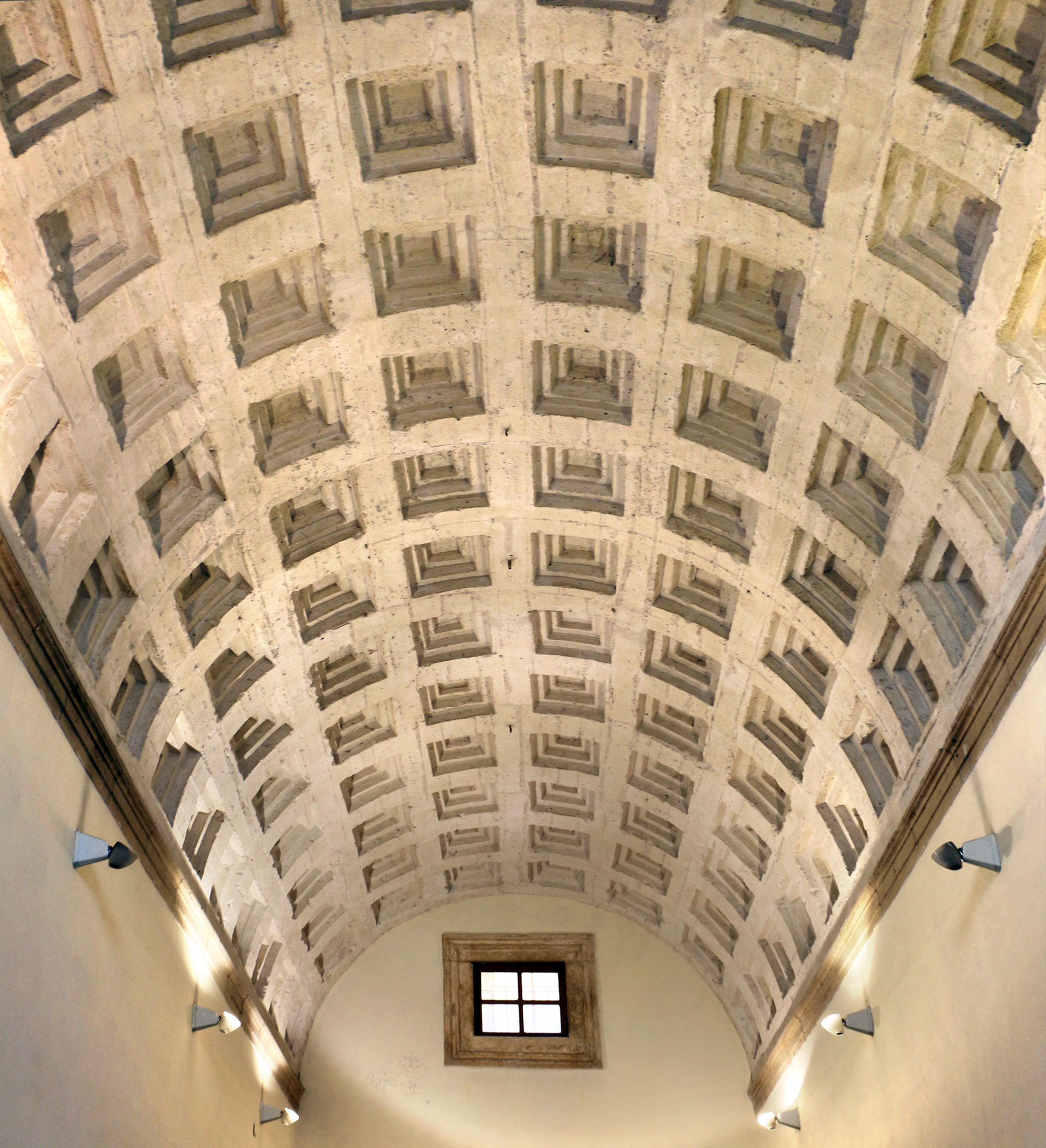
Primo esempio rinascimentale di volta a lacunari in calcestruzzo